# Domkeller (Aachen)

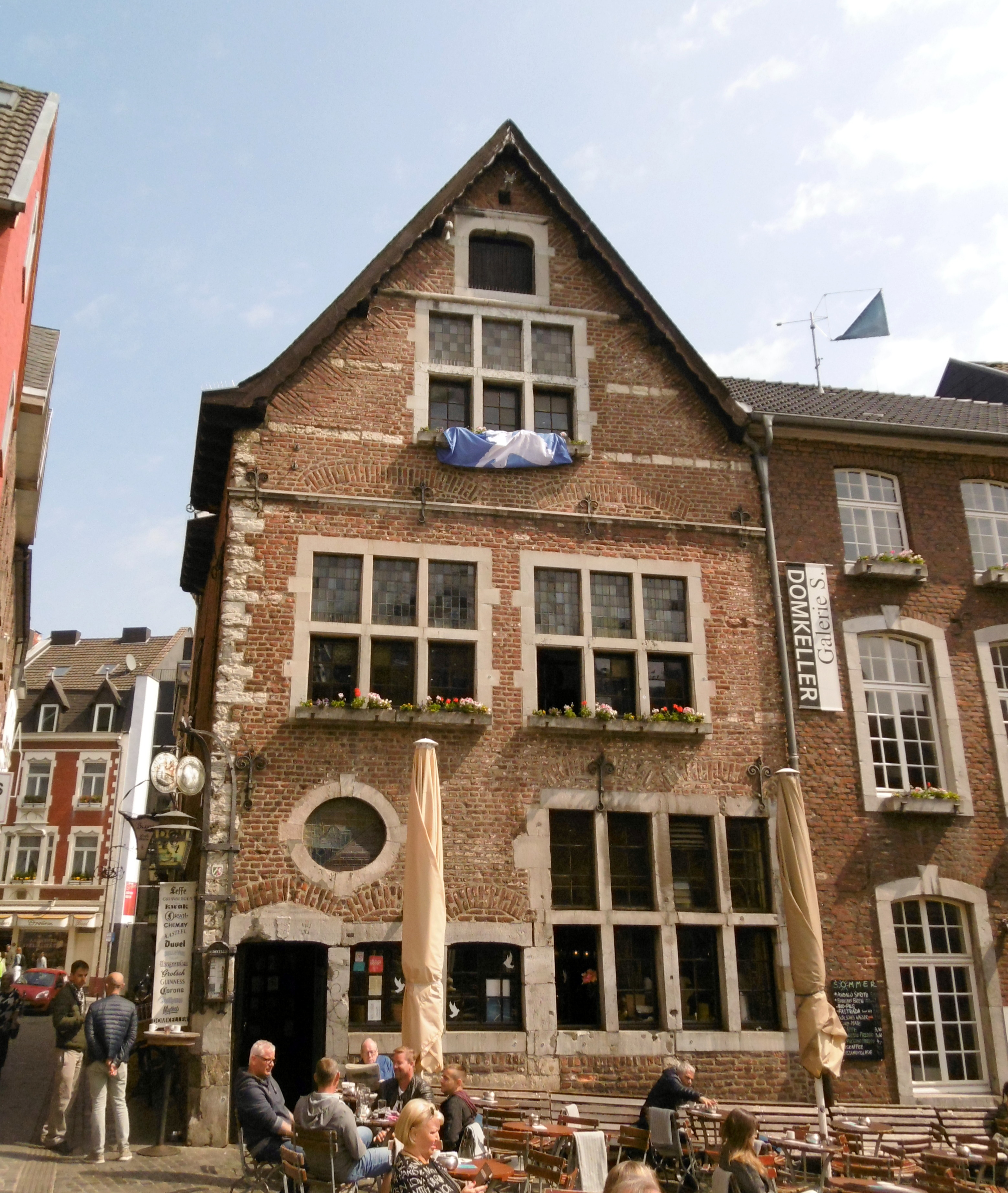
Domkeller

Der Domkeller ist ein denkmalgeschütztes Wohnhaus in Aachen.

## Beschreibung
Das am Hof 1 gelegene zweigeschossige Giebelhaus in Ziegel und Blaustein mit für Aachen charakteristischer Steinfachwerkfassade unter Maasrenaissanceeinfluss wurde 1658 nach dem Stadtbrand von 1656 errichtet. Charakteristisch sind die mittelalterlichen Kreuzstockfenster, die frontseitig mit Blaustein umrahmt sind, und der Okulus über der Tür. Die Kreuzstöcke der Fenster und der Schwebegiebel mit dem Giebelgeschoss wurden 1949/50 erneuert, dabei wurde das Innere des Hauses durchgreifend ausgebaut.